# Welly Yang
Wellington (Welly) Yang (楊呈偉, * 13. Februar 1973 in New York City) ist ein US-amerikanischer Schauspieler, Dramatiker und Sänger taiwanisch-chinesischer Abstammung.

## Leben
Yang machte 1990 seinen Abschluss an der Lawrenceville School und besuchte bis 1994 die Columbia University Er war in Broadway-Shows wie Miss Saigon und Aladdin zu sehen und ist auch in zahlreichen Fernsehsendungen aufgetreten, wie zum Beispiel Law & Order: Special Victims Unit, As the World Turns, National Geographic Explorer, und Ghostwriter. Yang ist der Gründer und der künstlerische Direktor von Second Generation, einer asiatisch-amerikanischen gemeinnützigen Theaterfirma. Er engagiert sich aktiv in der taiwanesisch-amerikanischen Gemeinschaft und arbeitet mit dem Taiwanese United Fund (TUF) eng zusammen.

## Broadway-Shows und Musicals
- Fräulein Saigon
- Aladdin

## Filmografie
- Law & Order: Special Victims Unit
- Ghostwriter